# ديف هوستتلر
ديف هوستتلر (بالإنجليزية: Dave Hostetler)‏ هو لاعب كرة قاعدة أمريكي، ولد في 27 مارس 1956 في آيوا في الولايات المتحدة.

## وصلات خارجية
- ديف هوستتلر على موقع الدوري الياباني لكرة القاعدة (الإنجليزية)
- ديف هوستتلر على موقعبيزبول رفرنس.كوم (الدوري الرئيسي) (الإنجليزية)
- ديف هوستتلر على موقعبيزبول رفرنس.كوم (الدوري الثانوي) (الإنجليزية)
- ديف هوستتلر على موقع مشجعي الرسوم البيانية (الإنجليزية)